# Typisch Mädchen! Typisch Jungs!
Typisch Mädchen! Typisch Jungs! (Originaltitel: GirlStuff/BoyStuff) ist eine kanadische Zeichentrickserie, die zwischen 2002 und 2003 produziert wurde.

## Handlung
In der Serie werden Jungen und Mädchen im Alter von 14 Jahren gezeigt, die merken, dass sich etwas in ihrem Denken und Handeln verändert. So stellen sie sich neuen Herausforderungen, unternehmen mehrere Dinge alleine oder mit Freunden oder verlieben sich zum ersten Mal. Für viele wirkt dies erst einmal beängstigend aber auch aufregend und neu. In Cliquen reden und tauschen sie über diese typischen Jungen und Mädchen Sorgen aus. Die Hauptfiguren dabei sind Reanne, Talia, Hanna, Jason, Simon und Ben.

## Produktion und Veröffentlichung
Die Serie wurde zwischen 2002 und 2003 von Decode Entertainment produziert und von DHX Media vermarktet. Dabei sind 2 Staffeln mit 39 Folgen entstanden.
Erstmals wurde die Serie 2002 auf YTV ausgestrahlt. Die deutsche Erstausstrahlung fand am 10. Juli 2006 auf Super RTL statt. In englischer Sprache wurde die Serie außerdem auf VHS und DVD veröffentlicht.

## Episodenliste

### Staffel 1
| Folge (gesamt) | Folge (Staffel) | deutscher Titel                                             | deutsche Erstausstrahlung | Originaltitel                                 |
| 1              | 01              | Das Leben ist kein Videospiel / Zelten bis zum Morgengrauen | 10.07.2006                | Games Peeps Play / Tents Situation            |
| 2              | 02              | Karten verzweifelt gesucht / Ungeschminkter Rock ‚n‘ Roll   | 11.07.2006                | Tickets Please / Face Powder Blues            |
| 3              | 03              | Enthüllungen / Ein Nachmittag im Einkaufszentrum            | 12.07.2006                | Secrets & Lies / Mall’s Fair                  |
| 4              | 04              | Die Überraschungsparty / Umwelttag                          | 13.07.2006                | Birthday Party / Save Me                      |
| 5              | 05              | Kunst kommt von Können / Grippe für alle                    | 14.07.2006                | The Art Of You / Flu Manchu                   |
| 6              | 06              | Schlussmachen für Anfänger / Die Kosmetik-Königin           | 17.07.2006                | Breaking Up Is Hard To Do / Lip Gloss Queen   |
| 7              | 07              | Skatergirls / Hanna’s Partnervermittlung                    | 18.07.2006                | Skaterchick / Blind Date                      |
| 8              | 08              | Die Party des Jahres / Babysitter-Falle                     | 19.07.2006                | Party Of The Year / Babysitting Miss Dot      |
| 9              | 09              | Wahrheit oder Pflicht / Die Film-Premiere                   | 20.07.2006                | Truth Or Dare / Multiplex                     |
| 10             | 10              | Angesagt und abserviert / Eine haarige Angelegenheit        | 21.07.2006                | The In Crowd / Gorilla My Dreams              |
| 11             | 11              | Auf den Hund gekommen / Der Comic-Kongress                  | 24.07.2006                | Cha Ching / Slam                              |
| 12             | 12              | Die Kaufwut-Wette / Weise Greise                            | 25.07.2006                | Discount Fever / Citizen Cane                 |
| 13             | 13              | Gibst du mir … geb ich dir … / Rummel auf dem Rummel        | 26.07.2006                | Good Morning Rover / Un Amusement Park        |
| 14             | 14              | Das Geburtstagsgeschenk / Gedächtnislücken                  | 27.07.2006                | Presently Surprised / Bad Memories            |
| 15             | 15              | Kaufe gleich – zahle später / Die reine Poesie              | 28.07.2006                | The Art Of The Deal / The Incredible Geeks    |
| 16             | 16              | Musik ist der Schlüssel / Operation Mathetest               | 10.07.2006                | Listen To The Music / Cram Session            |
| 17             | 17              | Original und Fälschung / Das große Nachsitzen               | 10.07.2006                | The Making Of … . / The Afternoon Snack Club  |
| 18             | 18              | Versprochen ist versprochen! / Süßes oder Saures            | 02.08.2006                | Goulstuff / Boilstuff                         |
| 19             | 19              | Der Valentins-Fluch / Berufsaussichten                      | 03.08.2006                | The Valentine Curse / Assess This             |
| 20             | 20              | Wer passt zu wem? / Ausverkauf                              | 04.08.2006                | The Perfect Match / Selling Out               |
| 21             | 21              | Videoverwirrung / Weihnachtsstress                          | 07.08.2006                | Weekend Rental / Last Minute Shopping         |
| 22             | 22              | So ein Theater / Muttertag                                  | 08.08.2006                | Drama Queen / Mother’s Day                    |
| 23             | 23              | Der Ausflug / Die Science-Fiction-Messe                     | 09.08.2006                | The Lake / Klingon Someone Else               |
| 24             | 24              | Gute Zeiten – Harte Zeiten / Ursache und Wirkung            | 10.08.2006                | The Young And The Foolish / Cause And Effects |
| 25             | 25              | Rollentausch / Die Austauschschülerin                       | 11.08.2006                | The Big Switch / Foreign Bodies               |
| 26             | 26              | Das peinliche Video / Der Bandwettbewerb                    | 14.08.2006                | Video Return / Stuff A Palooza                |

### Staffel 2
| Folge (gesamt) | Folge (Staffel) | deutscher Titel                                               | deutsche Erstausstrahlung |
| 27             | 01              | Missverständnisse / Vergeudete Ferien                         | 21.04.2007                |
| 28             | 02              | Schlechte Nachrichten / Mein Zimmer – dein Zimmer             | 28.04.2007                |
| 29             | 03              | Hanna hilft in Stilfragen / Fitness für alle                  | 05.05.2007                |
| 30             | 04              | Was sich wäscht, das neckt sich / Dreharbeiten                | 12.05.2007                |
| 31             | 05              | Selbstverwirklichung am Wochenende / Hanna wird ein Star      | 19.05.2007                |
| 32             | 06              | Handykatastrophe/ Die gute alte Zeit                          | 26.05.2007                |
| 33             | 07              | Sportliches Chaos / Das Konzert                               | 02.06.2007                |
| 34             | 08              | Weltraummonster / Ein Geschenk für Hanna und ein Date für Ben | 09.06.2007                |
| 35             | 09              | Die Single-Party / Durchhalten ist alles                      | 16.06.2007                |
| 36             | 10              | Liebesleid / Baseball und Würstchen                           | 23.06.2007                |
| 37             | 11              | Bowling für den guten Zweck / Die kleine Kusine               | 30.06.2007                |
| 38             | 12              | Rummel um ein paar Schuhe / Fang den Vogel                    | 07.07.2007                |
| 39             | 13              | Fritten, Film und Kakerlaken / Blick in die Zukunft           | 14.07.2007                |